# Kajakarstwo na Letnich Igrzyskach Olimpijskich Młodzieży 2010

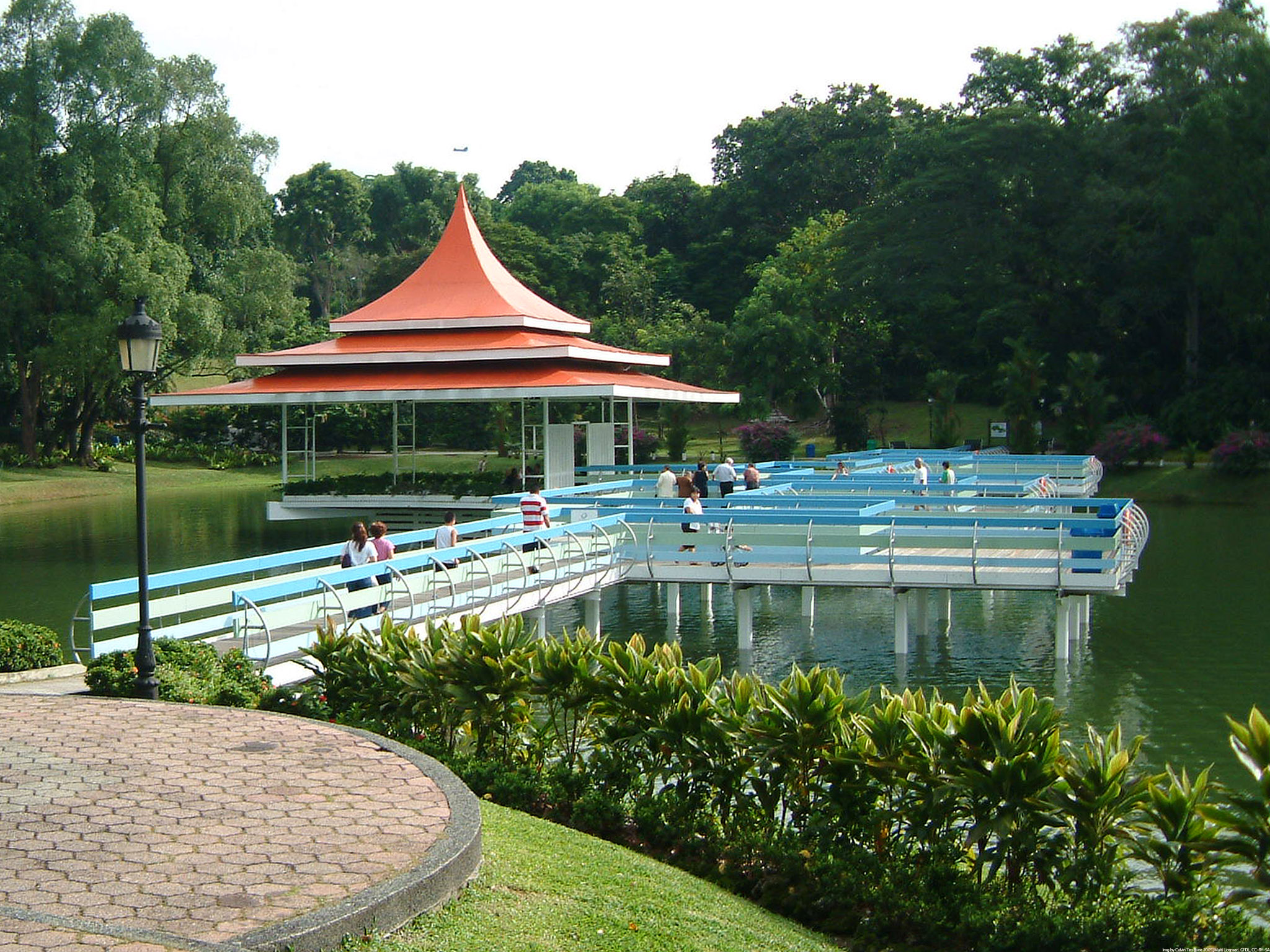
Marina Reservoir - miejsce zmagań kajakarzy

Kajakarstwo na Letnich Igrzyskach Olimpijskich Młodzieży 2010 odbyło się w dniach 21 i 25 sierpnia w Marina Reservoir w Singapurze. Zawodnicy rywalizowali w sześciu konkurencjach (w 4 męskich i 2 żeńskich). W zawodach ogółem wystartowało 64 zawodników.

## Kwalifikacje
Kwalifikacje na igrzyska można było uzyskać podczas Mistrzostw Świata Juniorów 2008 i 2009. Zawodnicy muszą być urodzeni między 1 stycznia 1993 a 31 grudnia 1994 roku.

## Medale - kajakarstwo klasyczne
| Konkurencja                 | Złoto                    | Srebro          | Brąz            |
| Chłopcy                     |                          |                 |                 |
| Kajaki jedynki szczegóły    | Sandór Tótka             | Tom Liebscher   | Inigo García    |
| Kanadyjki jedynki szczegóły | Osvaldo Sacerio Cárdenas | Anatolij Melnyk | Pedro Castañeda |
| Dziewczęta                  |                          |                 |                 |
| Kajaki jedynki szczegóły    | Ramóna Farkasdi          | Huang Jieyi     | Hermien Peters  |

## Medale - kajakarstwo górskie
| Konkurencja                 | Złoto         | Srebro            | Brąz                |
| Chłopcy                     |               |                   |                     |
| Kajaki jedynki szczegóły    | Simon Brus    | Miroslav Urban    | Jiří Prskavec       |
| Kanadyjki jedynki szczegóły | Wang Xiaodong | Dennis Söter      | Anatolij Melnyk     |
| Dziewczęta                  |               |                   |                     |
| Kajaki jedynki szczegóły    | Jessica Fox   | Pavlina Zásterová | Viktoria Wolffhardt |